# El rapto de Europa (Rubens)
El rapto de Europa es un óleo sobre lienzo, obra del artista flamenco Pedro Pablo Rubens, entre 1628 y 1629. Se encuentra en el Museo del Prado de Madrid (España). Es una copia de una obra de 1562 sobre el mismo tema del pintor italiano renacentista Tiziano.